# Orthozentroidaler Kreis

Der orthozentroidale Kreis (rot) und diverse ausgezeichnete Punkte eines Dreiecks
H: Höhenschnittpunktr
S: Schwerpunkt
F_{1}: 1-ter Fermat-Punkt
F_{2}: 2-ter Fermat-Punkt
F: Feuerbach-Punkt
I: Mittelpunkt des Inkreises
O: Mittelpunkt des Umkreises
G: Gergonne-Punkt
U: Symmedianen-Punkt
N: Mittelpunkt des Feuerbachkreises

Der orthozentroidale Kreis eines Dreiecks ist derjenige Kreis, dessen Durchmesser  die Verbindungsstrecke zwischen dem  Höhenschnittpunkt und dem Schwerpunkt des Dreiecks ist. Da bei einem gleichseitigen Dreieck der Höhenschnittpunkt und der Schwerpunkt zusammenfallen, ist der orthozentroidale Kreis nur für nicht-gleichseitige Dreiecke definiert.
Mit Hilfe des orthozentroidalen Kreises kann man Aussagen über die möglichen Lagen bestimmter Dreieckszentren treffen. So gilt für ein beliebiges nicht-gleichseitiges Dreieck, dass der Gergonne-Punkt, Symmedianen-Punkt, der zweite Fermat-Punkt, der Mittelpunkt des Feuerbach-Kreises und der Mittelpunkt des Inkreises immer im Inneren des orthozentroidalen Kreises liegen. Ebenso gilt, dass der Feuerbach-Punkt, der zweite Fermat-Punkt und der Mittelpunkt des Umkreises immer in seinem Äußeren liegen.
Da der Höhenschnittpunkt und der Schwerpunkt auf der Euler-Geraden liegen, liegt auch ein Durchmesser des orthozentroidalen Kreises auf der Euler-Geraden und damit insbesondere auch sein Mittelpunkt.
Zwischen dem Durchmesser {\displaystyle d} des orthozentroidalen Kreises und dem Durchmesser {\displaystyle D} des Umkreises sowie den Dreiecksseiten {\displaystyle a}, {\displaystyle b} und {\displaystyle c} besteht die folgende Beziehung:
{\displaystyle d^{2}=D^{2}-{\tfrac {4}{9}}(a^{2}+b^{2}+c^{2}),}